# Ojciec Coraje
Ojciec Coraje (hiszp. Padre Coraje) – argentyńska telenowela z 2004 roku. W roli głównej Facundo Arana.

## Wersja polska
W Polsce telenowela była emitowana na kanale Zone Romantica od 17 czerwca 2010 roku do 18 marca 2011 roku. Opracowaniem wersji polskiej serialu zajęło się Studio Company Warszawa. Autorką tekstu była Teresa Włodarczyk. Lektorem serialu był Zbigniew Moskal.

## Obsada
- Facundo Arana – Coraje/Gabriel
- Nancy Dupláa – Clara María Guerrico
- Carina Zampini – Ana Guerrico
- Leonor Benedetto – Amanda Pastorino
- Nora Cárpena – Elisa Guerrico
- Raúl Rizzo – Manuel Adolfo Costa
- Luis Machín – Froilán Ponce
- Eugenia Tobal – Mercedes 'Mecha' Tomini
- Javier Lombardo – Santo Tomini
- Julia Calvo – Messina
- Federico Olivera – Horacio Costa
- Mercedes Funes – Nora Cándida
- Fabio di Tomasso – Lautaro

## Nagrody i nominacje

### NagrodyMartína Fierro2004

#### Wygrana
- Serial otrzymał Złotego Martina Fierro[3][4]
- Najlepsza telenowela[5]
- Najlepszy oryginalny motyw muzyczny “¿Y qué?” w wykonaniu Paz Martínez
- Facundo Arana jako najlepszy aktor w telenoweli
- Carina Zampini jako najlepsza aktorka w telenoweli
- Luis Machín jako najlepszy aktor drugoplanowy w dramacie
- Julia Calvo jako najlepsza aktorka drugoplanowa w dramacie
- Nacha Guevara jako najlepszy specjalny udział w fikcji

Źródło:

#### Nominacje
Nominacje do Nagrody Martína Fierro w kategorii:
- Raúl Rizzo jako najlepszy aktor w telenoweli
- Leonor Benedetto jako najlepsza aktorka w  telenoweli
- Nora Cárpena jako najlepsza aktorka w  telenoweli
- Nancy Dupláa jako najlepsza aktorka w  telenoweli
- Javier Lombardo jako najlepszy aktor drugoplanowy w dramacie
- Matías Santoianni jako najlepszy aktor drugoplanowy w dramacie
- Mercedes Funes jako najlepsza aktorka drugoplanowa w dramacie
- Melina Petriella jako najlepsza aktorka drugoplanowa w dramacie
- Victor Laplace jako najlepszy specjalny udział w fikcji
- Mercedes Funes jako objawienie
- Fabiana García Lago jako objawienie
- Marcos Carnevale i Marcela Guerty jako najlepszy autor / librecista
- Sebastián Pivotto i Martín Sabán jako najlepszy reżyser

Źródło:

### Nagrody Clarín 2004

#### Wygrana
Serial otrzymał Nagrody Clarín 2004 w kategorii:
- Najlepsza produkcja
- Najlepsza codzienna fikcja dramatyczna
- Najlepsze kobiece objawienie: Fabiana Lago

Źródło:

#### Nominacje
Serial był nominowany do Nagrody Clarín 2004 w kategorii:
- Najlepsza muzykalizacja
- Najlepszy scenariusz: Marcos Carnevale / Marcela Guerty
- Najlepsza reżyseria: Martín Saban / Sebastián Pivotto
- Najlepszy aktor: Raúl Rizzo
- Najlepsza aktorka: Leonor Benedetto
- Najlepsze męskie objawienie: Fabio Di Tomaso

Źródło: